# جعبه مقوایی (داستان کوتاه)
ماجرای جعبه مقوایی یکی از ۵۶ داستان کوتاه شرلوک هلمز است که توسط سر آرتور کانن دویل نوشته شده‌است. این داستان اولین بار در مجله استرند در بریتانیا در ژانویه ۱۸۹۳ و در هفته نامه هارپرز در ایالات متحده در ۱۴ ژانویه ۱۸۹۳ منتشر شد.

## خلاصه داستان
جعبه مقوایی داستانی است دربارهٔ بسته وحشتناکی که به دست دوشیزه «سوزان کاشینگ» می‌رسد. او بانوی منزوی و مجردی است که پنجاه سال دارد و زندگی آرامی را می‌گذراند. یک روز پستچی بسته کوچکی را به او تحویل می‌دهد. داخل بسته، جعبه‌ای مقوایی پر از بلورهای نمک قرار دارد. دوشیزه کاشینگ هنگام خالی کردن نمک‌ها، دو گوش انسان را در میان آن پیدا می‌کند. پلیس در ابتدا تصور می‌کند که این کار، نوعی شوخی عجیب است اما هولمز نظر دیگری دارد و از خیانتی با عواقبی خونین پرده برمی‌دارد.

## ترجمه فارسی
این داستان را نشر هرمس با ترجمه مژده دقیقی منتشر کرده‌است.